# Darß-Museum

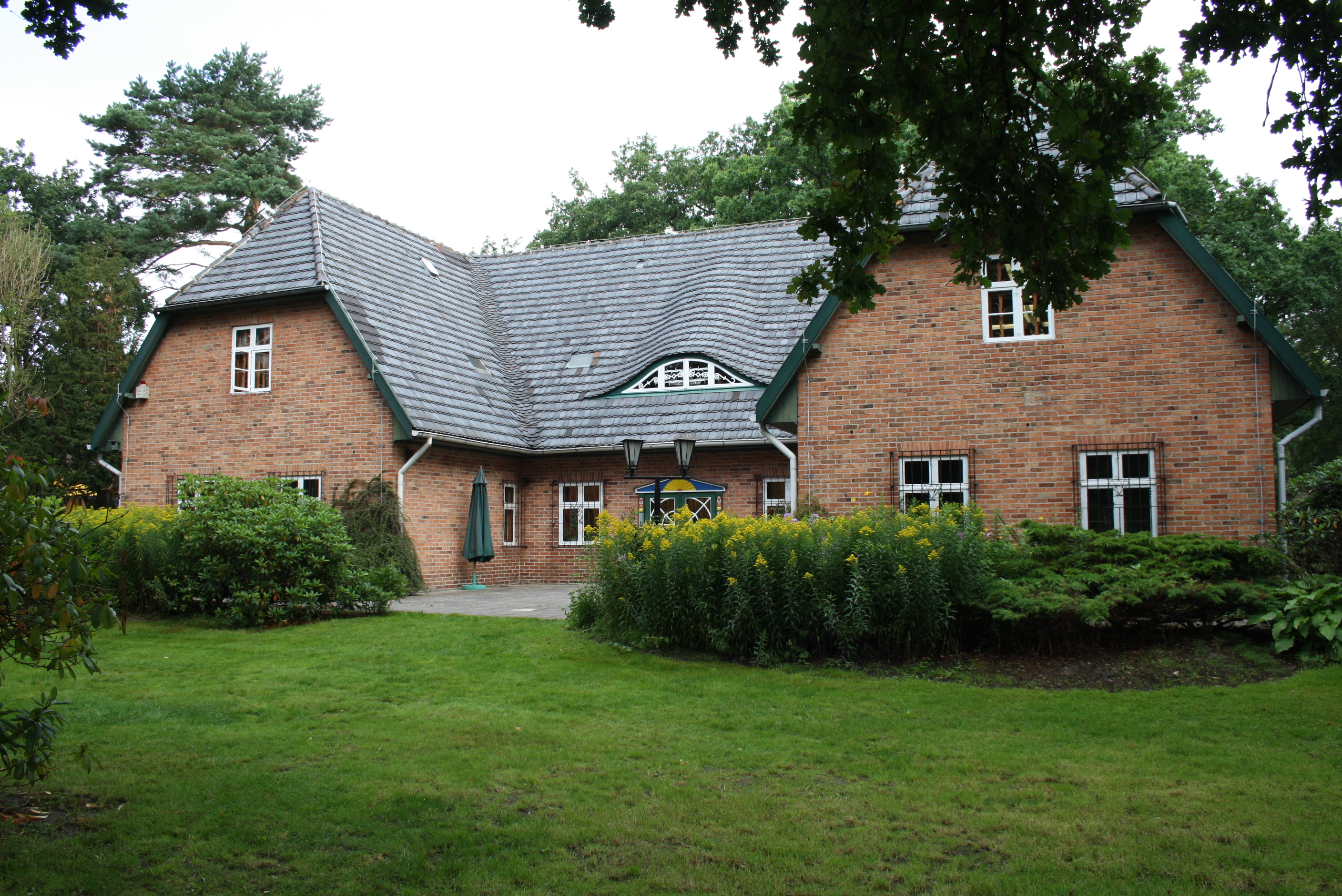
Darß-Museum, Ansicht von Westen

Das Darß-Museum ist ein Landschaftsmuseum im Ostseebad Prerow. Ausgehend von der geologischen Eigenart und der Küstendynamik der Halbinsel Fischland-Darß-Zingst erklärt es die maritime Kultur der Halbinsel. Volkskundliche Sammlungsbereiche repräsentieren die regionale Alltags-, Arbeits- und Siedlungsgeschichte, Seefahrts- und Fischereigeschichte sowie die Darßer Baukultur.

## Beschreibung
Das Darß-Museum befindet sich seit 1995 in Trägerschaft des gemeindeeigenen Kur- und Tourismusbetriebes Ostseebad Prerow. Es ist im westlichen Ortsteil von Prerow gelegen und hat sein Domizil in einem 1939 errichteten denkmalgeschützten Ziegelsteinbau, einer ehemaligen Gästepension. Das Grundstück zwischen der Wald- und der Hülsenstraße wird dominiert von drei mächtigen alten Eichen, die als Naturdenkmale unter Schutz stehen und zwischen 150 und 350 Jahre alt sind. Im Museumsgarten werden historische Bootstypen der kleinen Küstenfischerei in der Ostsee und in den Boddengewässern, wie Heuer, Polt und Zeesenboot, im Original ausgestellt.
Im Jahreslauf ist der Museumsgarten Schauplatz für wiederkehrende Veranstaltungen wie dem Prerower Töpfermarkt, dem Kunstmarkt und dem  Museumsfest mit Darstellung alten Handwerks und regionalen Brauchtums. Im Kaminzimmer finden jährlich wechselnde Sonderausstellungen der regionalen Kunst oder Geschichte statt. Das Darß-Museum verfügt über ein themenbezogenes museumspädagogisches Programm. Es umfasst Museumswerkstätten für Kinder- und Jugendliche, Vortragsabende und Lesungen zu Küstenliteratur.
Das Darß-Museum ist Einsatzstelle der Jugendbauhütte Stralsund/Szczecin. Hier können junge Menschen als Teilnehmer am Freiwilligen Jahr in der Denkmalpflege tätig werden. Getragen wird das Programm von der Deutschen Stiftung Denkmalschutz und den Internationalen Jugendgemeinschaftsdiensten.

## Geschichte
Das Darß-Museum wurde 1953 als Darßer Heimatmuseum in kommunaler Trägerschaft gegründet. Impuls hierfür gaben zwei Heimatausstellungen in der Darßer Kunsthütte im Sommer 1951 und 1952. Den Grundstock der Sammlung bildeten persönliche Erinnerungsstücke aus dem Familienbesitz von Einwohnern, darunter bedeutende Seefahrerfamilien des 18. und 19. Jahrhunderts. Die Initiative für die Heimatsausstellungen und die Museumsgründung geht auf rein bürgerschaftliches Engagement zurück. Erste Museumsleiterin war von 1953 bis 1957 die Biologin Gerta (Gertrud) Anders. Sie richtete auf Basis der beigesteuerten Objekte aus den Heimatsausstellungen zusammen mit der Prerower Kulturbundgruppe um Martin von Wedelstädt das Heimatmuseum im „Deichhaus“ ein. Das Prerower Museum wurde von Beginn an fachlich durch die Universitäten Rostock und Greifswald unterstützt. Helene Trauschies folgte 1957 als zweite Museumsleiterin. In Fachstudiengängen zur Museologin und Ethnografin weitergebildet, leitete sie das Museum bis 1996 insgesamt 40 Jahre lang. Bei der Ausrichtung der Inhalte und Sammlung entwickelte sie das Konzept eines Landschaftsmuseums fort. Eine Besonderheit des Museums ist die von der Gründung bis in die Gegenwart fortgeführte Frischpflanzenausstellung mit heimischen Wildpflanzen. Eine Tradition, die von drei Museumsleiterinnen über 70 Jahre fortgeführt wurde.   
Für die stetig steigenden Besucherzahlen und die anwachsende Sammlung wurden nach über 20 Jahren die Museumsräume in der ehemaligen Arztpraxis im Deichhaus zu klein. Die Gemeinde Prerow erwarb in der Folge das Haus der Familie von Gross in der Waldstraße, um dort das Museum zu etablieren. Nach umfassenden Renovierungsmaßnahmen 1976–80 wurde es als Darß-Museum wiedereröffnet. Mit dem Kaminzimmer stand dem Museum erstmals auch ein eigener Veranstaltungs- und Sonderausstellungsraum zur Verfügung.
Mit dem Tod von Helene Trauschies im Jahr 1996 übernahm Diplom-Museologin und bis dahin wissenschaftliche Mitarbeiterin Antje Hückstädt die Geschicke des Museums – ab 1997 kommissarisch und seit 2000 offiziell als Museumsleiterin. 2005 und 2008 wurde die Ausstellung in Teilen überarbeitet, erneuert und durch die Abteilungen zur Baukultur, Unterwasserarchäologie sowie zur Entwicklung Prerows als Ostseebad ergänzt.

### Standorte des Museums
| Heimatausstellung   | 1950       | Gründung der Prerower Ortsgruppe „Heimatpflege“ um Martin von Wedelstädt                            |
| Heimatausstellung   | 1951, 1952 | Heimatausstellung in der Saison im Pavillonaufbau der Darßer Kunsthütte von Theodor Schultze-Jasmer |
| Darßer Heimatmuseum | 1953       | Gründung des staatlichen „Darßer Heimatmuseums“ im Deichhaus Im Schüning 4                          |
| Darß-Museum         | 1979/80    | Umzug in die Waldstraße 48, Neugestaltung der Ausstellung, Wiedereröffnung als „Darß-Museum“        |

### Museumsleitung
| 1953–1957                                                 | Gerta Anders (1898–1992)      | Biologin                         |
| 1957–1996                                                 | Helene Trauschies (1920–1996) | Dipl. Museologin und Ethnografin |
| 1997–2000 kommissarische Leitung seit 2000 Museumsleitung | Antje Hückstädt (* 1963)      | Dipl. Museologin                 |

## Sammlungen
„Das Darß-Museum sammelt kulturgeschichtliche und naturkundliche Belegstücke aus der Region Fischland-Darß-Zingst. Die Sammlungsstücke sollen Auskunft über geologische Verhältnisse, Bildungen ur- und frühgeschichtlicher Besiedlung, die Lebensweise und sozialen Verhältnisse (Wohn- und Arbeitswelt, Baukultur, Volkskunst, Sitten und Bräuche, Sprache) der Bewohner geben. Schwerpunkte bilden hierbei Zeugnisse über die wichtigsten Erwerbszweige der Bevölkerung: Fischerei, Schifffahrt, Tourismus, aber auch der Land- und Forstwirtschaft.“

Kulturgeschichtliche Sammlung
- Ur- und Frühgeschichte
- Mittelalter, Slawenzeit
- Volkskunde Fischland-Darß-Zingst
- Fischereigeräte
- Schifffahrtsgeschichte 18., 19. Jhd.
- Wohnkultur
- Bäderwesen
- Kunst

Naturkundliche Sammlungen
- Geologie (Gesteine, Fossilien, Bernstein)
- Ornithologie (Vögel)
- Zoologie (Säugetiere)
- Entomologie (Insekten, Schmetterlinge)
- Botanik (Pflanzen) im Frischzustand

## Förderung
Der „Verein zur Förderung der Heimatpflege und des Darß-Museums e. V.“ wurde 1992 von engagierten Prerower Bürgern gegründet und unterstützt das Museum bei der Sammlung, Präsentation und Erhaltung der Zeugnisse der Darßer Kultur und damit des kulturellen Erbes der Region. Durch den Verein werden Vorträge, Führungen, Veranstaltungen und nicht zuletzt Publikationen unterstützt.

## Publikationen
Schriftenreihe des Vereins zur Förderung der Heimatpflege und des Darß-Museums e. V.
- Immaterielles Kulturerbe in Mecklenburg-Vorpommern erleben. Konzept und Redaktion Antje Hückstädt, Verein zur Förderung der Heimatpflege und des Darß-Museums e. V. (Hrsg.), m. Unterst. d. Ehrenamtsstiftung M-V / Heimatverband M-V e. V. / Museumsverband M-V e. V., 1. Aufl. 2019, 2. ergänzte Aufl. 2020.
- Antje Hückstädt: Mühlmühlen am Meer. Verein zur Förderung der Heimatpflege und des Darß-Museums e. V. (Hrsg.), Bd. 7, 1. Aufl. Prerow 2018. ISBN 978-3-9816098-2-0
- Albert Schaefer-Ast: Der Kauz im Darß. Ein Sommeridyll. Antje Hückstädt, Schriften des Vereins zur Förderung der Heimatpflege und des Darß-Museums e. V., Eigenverlag 1. Aufl. Prerow 2015, ISBN 978-3-9816098-1-3.
- Frank Braun, René Roloff: Das kleine Buch der Darßer Haustüren. Schriften des Vereins zur Förderung der Heimatpflege und des Darß-Museums e. V. Heft 2, Helms Verlag, 1. Aufl. 2014, 4. erw. Aufl. 2017. ISBN 978-3-944033-13-6.
- Von dem Fischer und seiner Frau. Illustrationen von Harry Billig, aus den Kinder- und Hausmärchen der Brüder Grimm, Ausg. in Hoch- u. Plattdeutsch, Konzept und Redaktion Antje Hückstädt, Schriften des Vereins zur Förderung der Heimatpflege und des Darß-Museums e. V., Eigenverlag Prerow 2013, ISBN 978-3-9816098-0-6.
- Antje Hückstädt, René Roloff: Der Friedhof in Prerow. Schriften des Vereins zur Förderung der Heimatpflege und des Darß-Museums e. V., Bd. 4, 1. Aufl., Eigenverlag Prerow 2012. ISBN 978-3-9810791-8-0
- August von Wehrs: Der Darß und der Zingst. Ein Beitrag zur Kenntniß von Neuvorpommern. Hannover 1819, Nachdruck in: Schriften des Vereins zur Förderung der Heimatpflege und des Darß-Museums e. V., Nr. 3, Prerow 2006, ISBN 978-3-9810791-0-4.
- Gustav Berg: Beiträge zur Geschichte des Darßes und des Zingstes. 1. Aufl. 1934, Nachdruck der 2. verbesserten u. vermehrten Aufl., Schriften des Vereins zur Förderung der Heimatpflege und des Darß-Museums e. V., Nr. 1, Scheunen-Verlag, o. O. 1999, ISBN 3-929370-83-2.
- Fischland-Darß-Zingst auf historischen Landkarten. Eine Auswahl aus drei Jahrhunderten. Sammelmappe mit 6 Karten, Antje Hückstädt (Hrsg.), Schriften des Vereins zur Förderung der Heimatpflege und des Darß-Museums e. V., Rostock 2004.